# Balboa Stadium
Balboa Stadium é estádio de futebol localizado no Balboa Park, em San Diego, Califórnia. 
O estádio original foi construído 106 anos atrás, em 1914, a leste da San Diego High School, como parte da Exposição Panamá-Califórnia de 1915,  também no Balboa Park, com capacidade para 15.000. Com um desenho de ferradura que se abriu para o sul, foi projetado pelo escritório de arquitetura Quayle Brothers e originalmente chamado de City Stadium. O Balboa Stadium foi a casa do San Diego Chargers da American Football League (AFL) de 1961 a 1966.

## História
Em 19 de setembro de 1919, o presidente Woodrow Wilson falou na frente de mais de 50.000 pessoas no Estádio Balboa em apoio à criação da Liga das Nações.  Este foi o primeiro discurso presidencial a usar um sistema eletrônico de amplificação de voz. Este sistema foi inventado por Edwin S. Pridham e Peter L. Jensen. Eles chamaram sua invenção de dispositivo de bobina móvel "Magnavox" ("Grande Voz"). Os dois iriam fundar a empresa Magnavox . 
Para acomodar os Chargers da American Football League, que se mudaram de Los Angeles, a capacidade foi aumentada de 23.000 para 34.000. Foi sua casa por seis anos, até a temporada de 1966. O Balboa Stadium testemunhou os anos de glória dos Chargers na American Football League, que contou com jogadores como John Hadl, Lance Alworth, Jack Kemp, Keith Lincoln e Ernie Ladd, e também sediou os jogos dos campeonatos AFL de 1961, 1963 e 1965 como os jogos AFL All-Star de 1961, 1962 e 1963. Em suas seis temporadas no estádio, o clube do técnico Sid Gillman teve um recorde, ganhando quatro títulos da Divisão Oeste e uma coroa da liga (1963).
O estádio também foi a casa do San Diego Toros, da North American Soccer League.